# Ketama (grup de música)
Ketama va ser un grup de música espanyol de flamenc-fusió. Format originalment a principis de la dècada dels 1980 per José Soto "Sorderita" (1961), Ray Heredia (1963-1991) i Juan José Carmona Amaya "El Camborio" (1960), posteriorment, els dos primers van abandonar el grup. Es va complementar amb l'entrada d'Antonio Carmona Amaya (1965) i José Miguel Carmona Niño (1971), germà i cosí respectivament de Juan José.
Ketama va representar, fins a la seva dissolució el 2004, un dels representants més destacats de l'anomenat nou flamenc.

## Biografia
A principis dels anys 1980 a Espanya l'escena musical estava dominada per l'anomenada Movida madrileña. En el context d'un país que sortia d'una dictadura de gairebé quatre dècades, l'eliminació de la censura i les noves possibilitats a l'abast van donar lloc a una multitud de noves formes d'expressió i a l'inici de la carrera musical d'autors amb noves inquietuds. El flamenc no era l'excepció; ja el 1979 Camarón de la Isla havia publicat La leyenda del tiempo, un disc que segons la crítica havia obert aquest gènere a tota mena de nous ritmes i influències.
En el tablao madrileny Los Canasteros treballaven dos guitarristes, el granadí Juan Carmona "El Camborio", fill de Juan Habichuela, i el de Jerez José Soto "Sorderita", tots dos provinents de famílies gitanes i flamenques antigues. Per revisar les seves àmplies i respectives herències musicals, i amb la companyia del madrileny Ray Heredia, fill del ballador Josele, com a vocalista, van formar Ketama (prenent el nom d'una vall del Marroc). Aviat es van convertir en el grup insígnia de la discogràfica Nuevos Medios, amb una proposta poc ortodoxa amb els cànons establerts.

### Primers discos
El seu primer treball, de nom Ketama, encara que gravat durant 1983, es va editar dos anys després, col·locant-los en el grup dels anomenats “Nous flamencs” i introduint-se per primera vegada en les músiques d'arrel iberoamericana, menys orientats a les influències blues de Pata Negra. Compten amb les col·laboracions de Pepe Habichuela, Carlos Benavent i Teo Cardalda. Però les dissensions internes fan forat en el grup, i abans de la publicació del seu segon treball, Ray Heredia el deixa per iniciar una carrera en solitari amb un disc publicat el 1991, Quien no corre vuela, i que es va veure truncada després de la seva mort aquest mateix any. A Ketama va ser substituït per Antonio Carmona com a vocalista. També va entrar en el grup Josemi Carmona, exintegrant de La Barbería del Sur, quan tenia setze anys. Amb tots dos, Ketama publica el seu segon treball, La pipa de Kif. Posteriorment, per diferències tant musicals com de projecció del grup, també el deixaria José Soto "Sorderita" per iniciar la seva carrera en solitari.
El 1988 va aparèixer Songhai, una fusió flamenca amb la kora africana del músic Toumani Diabaté, que s'havia gestat el 1985 quan el grup va tocar a Londres. Amb aquest treball van obtenir cert reconeixement internacional i van aparèixer crítiques a The Times i International Herald Tribune. El disc va ser escollit per la revista New Musical Express com el millor disc estranger de l'any.
El seu següent treball, Y es ke me han kambiao los tiempos (1990), es va gravar durant la gira europea del grup, i en ell Ketama arriba a la fusió definitiva de salsa i rumba. Només un dels temes del disc està signat pel grup: la rumba "Kalikeño", rebatejada posteriorment com "No estamos lokos". Els restants estan signats pels diferents membres del grup, un a un o en parelles. Va ser el primer disc autoproduït, i el seu èxit els va portar a actuar com a teloners de Prince en la seva gira per Espanya.
El 1992 va aparèixer Pa' gente con alma, disc homenatge a Ray Heredia, ja desaparegut. La llista de col·laboracions inclou Michel Camilo i José el Francés. Aquest treball va revelar les profundes diferències existents aleshores entre els Carmona i Sorderita, que ni tan sols va estar en la presentació del disc. En 1993 Ketama, ja sense Sorderita, va retornar a les seves arrels flamenques amb L'art de l'invisible; en 1994 tornarien les influències africanes amb Songhai 2

### El major èxit:De akí a Ketama
El major èxit els va arribar amb De akí a Ketama (1995), gravat en directe en els estudis Cinearte de Madrid, amb una selecció del seu repertori i la participació, entre d'altres, d'Antonio Canales, Antonio Vega, Juañares, Las Chamorro i Antonio Flores, qui moriria poc després. Ketama van deixar llavors de ser artistes de culte i es van consolidar com els màxims representants del flamenc-fusió, proper a vegades al pop. Amb més d'un milió de còpies venudes, va rebre el premi Ondas al millor àlbum (1995), premi Ondas al millor grup espanyol (1996) i premi de la Música en la categoria de millor cançó de l'any 1996 per "No estamos lokos".
Posteriorment, van encadenar tres anys consecutius amb tres discos: el 1997 sortia Konfusión, amb la col·laboració de Jorge Drexler i Khaled, que segueix aprofundint en la fusió del flamenc amb totes les músiques del món. Per aquest àlbum, van rebre de nou el premi Ondas 1998 al millor àlbum i van vendre més de 300.000 còpies. El 1998 es va editar el recopilatori Sabor Ketama, amb disset temes de l'etapa entre 1990 i 1997 i les col·laboracions d'Antonio Vega, Antonio Flores i Ana Belén o, en clau flamenca, les d'Aurora o Pepe Fesol, entre d'altres. El 2000 va aparèixer Toma Ketama! que, encara que sona més flamenc que Konfusión, segueix rebent influències del pop, el blues o la música llatina. En aquest treball comptarien de nou amb la col·laboració de Jorge Drexler.

### Últims discos i separació del grup
Tres anys després, Ketama reprendria la seva carrera amb Dame la mano, disc en el qual s'inclouen influències provinents del hip-hop i del house, i on de nou col·laboraria Drexler. El disc incloïa un DVD amb una festa flamenca protagonitzada pels Habichuela en ple, amb convidats com Rosario Flores, Niña Pastori, Las Chamorro o Sorderita.
L'últim disc del grup seria 20 pa’ Ketama. Coincidint amb el seu vintè aniversari, el grup es va dissoldre. El disc suposava un resum de la seva discografia, en el qual s'incloïen també una selecció de duetos i col·laboracions, com enregistraments inèdits amb Rubén Rada i Ivete Sangalo o ja coneguts amb Antonio Flores, Diego Torres i Antonio Vega.

## Discografia
- Ketama (Nuevos Medios, 1985)
- La pipa de Kif (Nuevos Medios, 1987)
- Songhai (Nuevos Medios, 1988)
- Y es ke me han kambiao los tiempos (Universal, 1990)
- Karma (recopilatorio) (Nuevos medios, 1990)
- Canciones hondas (recopilatorio) (Nuevos medios, 1992)
- Pa´ gente con Alma (Polygram, 1992)
- El Arte de lo invisible (Universal, 1993)
- Songhai 2 (Nuevos medios, 1994)
- De akí a Ketama (Universal, 1995)
- Konfusión (Universal, 1997)
- Sabor Ketama (recopilatorio) (Mercury Records, 1998)
- Toma Ketama! (Universal, 2000)
- Dame la mano (Universal, 2002)
- Nuevos Medios Colección (recopilatorio) (Nuevos medios, 2002)
- 20 pa' Ketama (recopilatorio) (Universal, 2004)